# Florence Violet McKenzie
Florence Violet McKenzie née Granville, OBE, (28 septembre 1890 ou 1892 – 23 mai 1982), surnommée "Mrs Mac", est la première femme ingénieur en génie électrique d'Australie. Militante pour l'enseignement technique des femmes, elle fonde le Women's Emergency Signalling Corps (en) et se bat pour que ses élèves entrent dans la Royal Australian Navy, qui n'acceptait alors que des hommes, ouvrant la voie au Women's Royal Australian Naval Service (en).

## Jeunesse et éducation
Florence Violet Granville naît le 28 septembre 1890 (ou 1892) à Melbourne. Peu après sa naissance, sa famille déménage à Austinmer, au sud de Sydney. Dans sa jeunesse, elle utilise le nom de famille de son beau-père George Wallace, un voyageur de commerce. Dès son plus jeune âge, elle s'intéresse à l'électricité et aux inventions.
Elle gagne une bourse pour étudier à l'école secondaire Sydney Girls High School. En 1915, elle obtient un diplôme en chimie et géologie à l'Université de Sydney puis entre au Sydney Technical College à Ultimo en génie électrique. En mars 1922, elle est la première femme en Australie à recevoir un diplôme en génie électrique. Son diplôme est conservé dans la collection du Powerhouse Museum d'Ultimo.
Durant ses études, elle travaille comme électricienne, installant l'électricité chez des privés, dans des usines ou commerces. Radioamateur enthousiaste, elle obtient une licence de transmission peu de temps après le début du nouveau règlement sur le sans fil de 1922 (indicatif d'appel 2GA, plus tard A2GA, OA2GA, VK2GA). Elle passe le Certificat de compétence d'opérateur amateur en 1925 (la première femme à le faire) et est autorisée à transmettre. Elle conserve sa licence sans interruption jusqu'au début de la Seconde Guerre mondiale en 1939 lorsque tous les privilèges de transmission amateur sont retirés. Lorsque les licences de radioamateur sont à nouveau autorisées en 1946, on lui alloue l'indicatif d'appel VK2FV.
En 1922, elle ouvre une boutique "The Wireless Shop" (la boutique sans fil). Cecil Roland McKenzie, un jeune ingénieur électricien employé de l'Entreprise d'électricité du conseil du comté de Sydney, est un de ses clients. Ils se marient à l'église St Philip, en 1924, et s'installent à Greenwich Point (Nouvelle Galles du Sud).

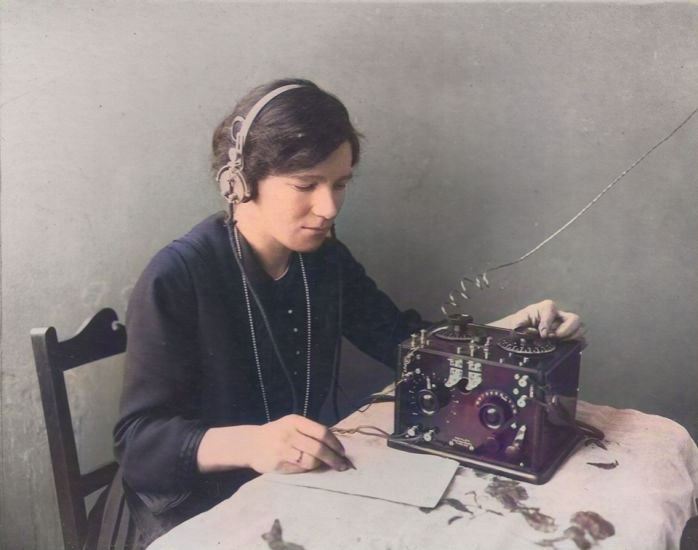
Florence Violet McKenzie écoutant une des premières radios en 1922.

Les écoliers qui visitent son magasin l'introduisent au code Morse pour la première fois. Le premier magazine radiophonique hebdomadaire d'Australie est conçu dans la boutique, par Violet et trois cofondateurs. The Wireless Weekly deviendra plus tard le magazine mensuel Radio & Hobbies, puis Radio, Television & Hobbies et enfin Electronics Australia, il est publié jusqu'en 2001.
En 1924, Violet McKenzie devient la seule femme membre du Wireless Institute of Australia. La même année, elle voyage aux États-Unis pour le travail et, à San Francisco, elle est accueillie à la radio 6KGO. Elle rejoint la Women's Engineering Society vers1930.

## Association électrique pour Femmes

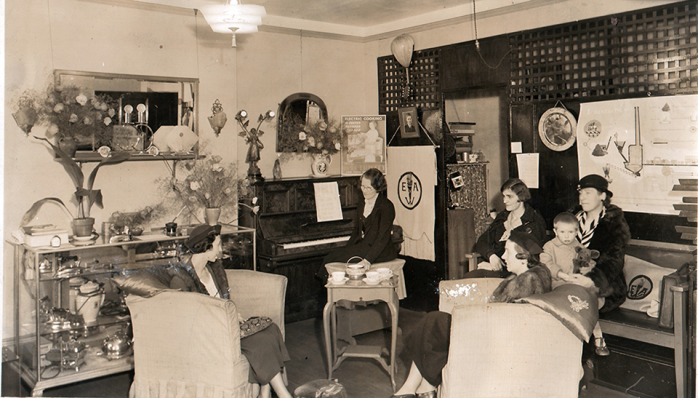
Association électrique pour Femmes, vers 1936. McKenzie est assise au piano.

Dans les années 1930, McKenzie se concentre sur l'enseignement de l'électricité et de la radio à d'autres femmes. Elle ouvre le Women's Radio College sur Phillip Street en 1932 et persuade les employeurs de recruter ses élèves.
Elle est convaincue que l'électricité sauvera les femmes des corvées domestiques. En 1934, elle fonde l'Association électrique pour Femmes (EAW) dans le centre de Sydney. Soucieuse de la sécurité lors de l'utilisation d'appareils électriques, et sans doute tirant parti de sa propre expérience en recevant un choc électrique accidentel qui l'a assommée pendant une heure, McKenzie donne des conférences sur la réanimation.
En 1936, elle vend le Wireless Shop pour se concentrer sur l'Association électrique pour Femmes. Elle apprend à ses élèves l'utilisation des appareils électriques dans une cuisine spécialement aménagée par le Comité du Canton de Sydney. Elle compile le EAW Cookery Book, le premier livre de cuisine «tout électrique» d'Australie, qui a connu sept éditions et sera réimprimé jusqu'en 1954. Elle publie un livre illustré pour enfants sur la sécurité électrique appelé The Electric Imps en 1938.
En juillet 1938, McKenzie est nommée trésorière et instructeur de Morse du nouvellement créé Australian Women's Flying Club.
En 1939, elle créé le Women's Emergency Signalling Corps (Corps de Signalisation d'Urgence des Femmes) surnommé «Sigs». Son idée originale est de former des femmes à la télégraphie afin qu'elles puissent remplacer les hommes travaillant dans les communications civiles, libérant ainsi ces hommes qualifiés pour servir dans la guerre. Au moment où la guerre éclate, 120 femmes ont été formées.

## Women's Royal Australian Naval Service

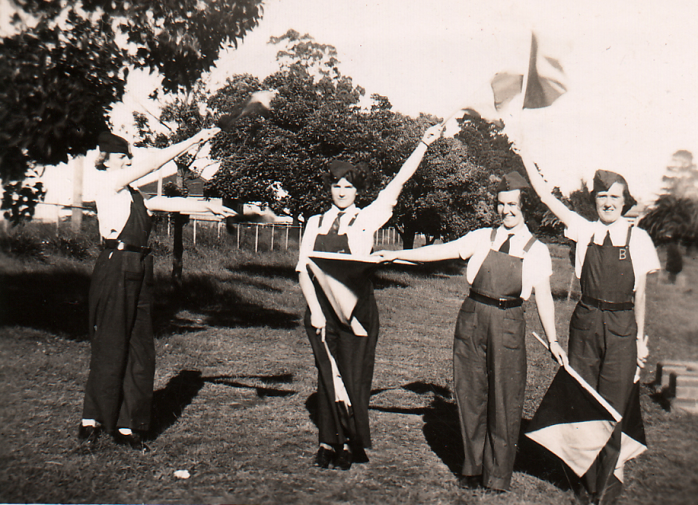
Premières recrues télégraphistes du WRANS

McKenzie mène campagne pour que certaines de ses stagiaires soient acceptées dans l'armée de l'air et la marine en tant que télégraphistes. Elle rencontre une forte résistance de l'état. En 1940, elle écrit au Ministre de la Marine, et ancien Premier Ministre, Billy Hughes. McKenzie et six stagiaires reçoivent des billets de train de troisième classe pour Melbourne pour rencontrer le Conseil Naval pour les tests.
Au début de janvier 1941, le commandant Newman, directeur des transmissions et des communications de la Marine, visite le Sigs, et constatant la compétence des élèves, recommande à la Marine de les admettre. Le besoin urgent de télégraphistes qualifiés finit par prévaloir et le 21 avril, une lettre du Bureau de la marine autorise l'entrée de femmes dans la marine. C'est le début du Women's Royal Australian Naval Service (Service Naval Royal Australien des Femmes) - le WRANS,.
Le 28 avril 1941, McKenzie accompagne quatorze de ses élèves du Sigs sur le HMAS Harman à Canberra. Les femmes portent leur uniforme vert conçu par McKenzie elle-même - il fallut plusieurs mois avant qu'un uniforme féminin de la marine ne soit prêt. À la fin de la guerre, les WRANS sont 2 600, soit près de dix pour cent de l'ensemble de la force navale royale australienne de l'époque. Au total, McKenzie a formé environ 3 000 femmes, dont un tiers sont allées dans les services.
En mai 1941, l'armée de l'air nomme McKenzie Officier de bord honoraire de la WRANS, afin qu'elle puisse légitimement instruire le personnel de l'armée de l'air. Ce fut la seule reconnaissance officielle que McKenzie reçut pendant la guerre pour ses efforts.

## Enseignement après guerre
Violet McKenzie participe à la réadaptation après la guerre, gardant son école ouverte aussi longtemps qu'il y eut besoin d'instruction en signalisation. Elle forme des hommes de la marine marchande, des pilotes de l'aviation commerciale et d'autres personnes ayant besoin de la qualification professionnelle connue sous le nom de «licence de signaleur». Le ministère de l'aviation civile aménage une salle dans son l'école avec des émetteurs, des récepteurs et un radiocompas afin que les pilotes puissent s'entraîner. À partir de 1948, McKenzie détient une licence d'opérateur de radiotéléphonie de première classe.
Des aviateurs célèbres se sont entraînés pour leur licence de signaleur à l'école McKenzie comme Patrick Gordon Taylor et Cecil Arthur Butler. McKenzie forme également Mervyn Wood, qui deviendra commissaire de police en Nouvelle-Galles du Sud, et les directeurs des écoles de navigation des collèges techniques de Melbourne et de Sydney.
En 1954, elle ferme l'école lorsque les compagnies aériennes créent leur propre école et que le gouvernement ajoute une section de formation aux transmissions radio à l'école de navigation du Collège technique.
Le 8 juin 1950, McKenzie est nommée Officier de l'Ordre de l'Empire britannique (OBE) pour son travail avec le WESC. En 1957, elle est élue membre de l'Institut australien de navigation. En 1964, elle devient Patronne de l'Association Ex-WRANS. En 1979, elle est nommée membre de la Royal Naval Amateur Radio Society. En 1980, une plaque célébrant « ses compétences, son caractère et sa générosité » est dévoilée à l'église des marins de Flying Angel House.
Après la mort de son mari en 1958, elle habite avec la sœur de Cecil. En mai 1977, une attaque paralyse son côté droit et la cloue sur une chaise roulante et elle s'installe dans une maison médicalisée. Elle décède dans son sommeil le 23 mai 1982. Elle déclare deux jours avant sa mort : « c'est fini, et je leur ai prouvé à tous que les femmes peuvent être aussi bonnes ou meilleures que les hommes »